# Ali Abu Awwad
Pour les articles homonymes, voir Awwad.
Ali Abu Awwad (en arabe : علي أبو عواد   , né en 1972) est un militant palestinien pour la paix et partisan de la non-violence. Il fonde Taghyeer (Changement), mouvement national palestinien promouvant la non-violence pour parvenir et garantir une solution non-violente au conflit. L'histoire et les actions d'Awwad sont présentées dans plus de douze documentaires, dont deux films primés, Enconter Point et Forbidden Childhood. En outre, il est honoré par le groupe de réflexion mondial à but non lucratif Synergos en tant qu'innovateur social du monde arabe en Palestine pour avoir "introduit la non-violence, la réconciliation et la participation civique des  Palestiniens afin que les citoyens recherchent un changement social et trouvent une solution plus équitable pour ce conflit." Awwad rédige son mémoire intitulé Painful Hope (douloureux espoir), compte rendu de ses expériences ainsi que de sa stratégie et de sa conception de l'avenir palestinien. Il habite Beit Ummar, près d'Hébron[réf. nécessaire].

## Biographie
Réfugiés d' Al-Qubayba près de Bayt Jibrin, la famille d'Awwad est expulsée de ses terres lors de la Guerre israélo-arabe de 1948 et s'installe à Beit Ummar. Awwad naît à Halhul[réf. nécessaire] dans le gouvernorat de Hébron en Cisjordanie. Sa famille est politiquement active et sa mère, associée de Yasser Arafat, est une dirigeante du Fatah. Ali Abbu Awwad devient aussi membre de l'organisation. 
Avant d'être militant non-violent, il purge deux peines de prison en Israël. Il est arrêté pour la première fois alors qu'il étudie pour des examens secondaires. Un observateur israélien en hélicoptère rapporte l'avoir vu lancer des pierres. Awwad refuse de payer une amende de 1500 shekel, déclarant plus tard que, bien que lanceur de pierres, il n'avait pas participé ce jour-là[réf. nécessaire]. Il est emprisonné pendant trois mois.
Huit mois plus tard, il participe à la première Intifada à l'adolescence. Il est condamné à 10 ans de prison pour avoir jeté des pierres, lancé des cocktails Molotov et avoir été actif dans une cellule militaire. Awwad déclare que son principal délit est de se montrer peu coopératif avec ses interrogateurs, qui cherchent des informations sur sa mère. Après quatre ans, il est libéré après la signature des accords d' Oslo.  Comme deux cent quatre-vingts prisonniers libérés, il est confiné à Jéricho pour le reste de sa peine[réf. nécessaire]. 
L'histoire du passage à la non-violence d'Awwad commence lors de sa seconde incarcération. En 1993, sa mère (également emprisonnée) et lui coordonnent une grève de la faim pour se voir. Après dix-sept jours de grève de la faim, leur demande est acceptée[réf. nécessaire]. Le succès de la grève constitue un tournant : « Quand nous avons réussi, cela a transformé mon esprit politique ; je me suis rendu compte qu'il existait une autre façon, non violente, de faire valoir mes droits. J'avais été aveuglé par des arguments - sur le blâme, la victimisation, la punition et la justice. Mais maintenant, j'ai pris conscience que montrer mon humanité de manière non violente était la meilleure arme pour faire valoir mes droits ".
À sa libération, il est recruté par l'Autorité palestinienne comme agent de sécurité. Il démissionne en 1997, en désaccord avec les attaques sur des civils et désespéré[réf. nécessaire]. 
Awwad rapporte que le 20 octobre 2000, au début de la Seconde Intifada ,  il est touché à la jambe par un colon israélien[réf. nécessaire]. Il est évacué vers l' Arabie saoudite, où il reçoit des soins médicaux. À son retour, il apprend la mort de son frère Yousef, employé d'une entreprise qui travaillait avec le Fonds national juif et, selon Ali Abu Awwad, n'était pas impliqué dans des activités militantes. Un soldat israélien lui tire une balle dans la tête à une courte distance (Dans un autre récit, Awwad dit que la fusillade est survenue en répondant au soldat, violation d'une nouvelle réglementation dont il n'était pas au courant)[réf. nécessaire].
Cette mort marque un autre tournant dans la vie d'Awwad, comme il en témoigne : «Mon frère n'était ni criminel ni terroriste, c'était mon meilleur ami, un homme magnifique qui avait deux enfants qu'il voulait élever. J'ai passé des nuits blanches avec ma souffrance. J'ai lutté avec les concepts de justice et de vengeance. Mais me venger n'était pas la solution pour moi. Non pas parce qu'il y avait un manque de douleur ou de colère, mais parce que je voulais la justice. Pourtant, la seule vraie justice - retrouver mon frère - était impossible. Quand j'ai pris conscience de cela, je me suis détesté moi-même, j'ai haï mon ennemi et le monde entier. J'ai senti que j'étais la victime de tout le monde.".

## Cheminement vers le militantisme
Awwad, sa mère et son frère Khalid deviennent membres d'un Forum de familles endeuillées, après que son fondateur eut contacté la famille pour lui exprimer ses condoléances et son soutien[réf. nécessaire]. Un an après la mort de Yousef, la mère d'Awwad accueille un groupe de parents israéliens endeuillés. Au forum, Awwad se lie d'amitié avec Robi Damelin, ce qui aboutit à un tour du monde long de plusieurs années, où les deux militants expliquent que la paix aura lieu seulement si les victimes se réconcilient,. À la suite de ces discussions, la conscience politique d'Awwad change.
«J'ai entamé un voyage complexe et douloureux dans la non-violence et la réconciliation, parcourant près de quarante pays et m'exprimant afin de transmettre ce message. Mais j'ai aussi pris conscience qu'il était essentiel de créer un mouvement national palestinien non violent qui garantirait deux choses : que nous puissions résister à l'occupation sans violence, mais [aussi] que nous cesserions d'être des victimes et de supplier les autres de nous aider. Je pense que cette première étape doit venir de nous. Cela ne veut pas dire qu'Israël n'est pas coupable ou que nous sommes des anges. Mais nous devons créer un endroit où nous ne serons plus prisonniers de la colère que cette situation crée chaque jour. Nous devons échapper à la prison de notre récit. »[réf. nécessaire]
Avec d'autres militants, d'anciens prisonniers et des jeunes, Awwad crée le mouvement Taghyeer dans le but de «montrer aux gens qu'ils peuvent se développer sans attendre que d'autres le fassent». Il ajoute : «Nous avons visité des communautés et engagé des dirigeants communautaires afin de créer le mouvement de masse qui garantira suffisamment de pression [et de soutien] sur les hommes politiques des deux côtés»[réf. nécessaire].

## Le mouvement Taghyeer et la non-violence
Awwad commence à lire au sujet des stratégies et philosophies non violentes de Gandhi, Mandela et Martin Luther King Jr. pendant son emprisonnement. Appliquant la non-violence, d'abord en faisant une grève de la faim, puis en fondant le mouvement Taghyeer, Awwad la considère comme la manifestation d'un style de vie consistant à défendre avec succès ses droits.
Le 24 septembre 2016, Taghyeer organise une manifestation de masse en faveur de la «transformation non violente». Plus de 3 000 Palestiniens (hommes, femmes, et enfants, venus de plusieurs régions de Cisjordanie) participent. Ce mouvement met aussi en place des ateliers pour autonomiser les  Palestiniens locaux en identifiant les «priorités communautaires» et en lançant «les projets appropriés dans toute la Cisjordanie». 
Le centre Metta pour la non-violence écrit que Taghyeer est consacré  "à la promotion de l'identité nationale non-violente palestinienne en action, grâce à laquelle communautés, dirigeants et organisations se réunissent pour répondre aux besoins de développement social, et en même temps résister à l'occupation et ouvrir la voie à la résolution du conflit israélo-palestinien. " 
Dans un contexte où les négociations pour la paix n'avancent pas, et où la souffrance des Palestiniens persiste, Awwad conçoit la non-violence comme un espoir : " Les Palestiniens vivent dans un désespoir extrême depuis des années et la communauté internationale et la société israélienne ne nous ont donné aucun espoir, aucun modèle de solution pacifique. Le rôle de la non-violence est de parler du désespoir des gens - non de leur dire qu'ils ont raison, mais de leur montrer une issue. " 
La non-violence, telle que la voit Awwad, transforme ceux qui incarnent son mode de vie : «Je pense que la non-violence est la célébration de mon existence. Auparavant, quand je me réveillais, j'aurais souhaité ne pas être né. Aujourd'hui, je me réveille et je le célèbre."

## Efforts de réconciliation
Awwad est ami avec le rabbin Hanan Schlesinger, leader juif de Roots (groupe pacifiste israélo-palestinien)[réf. nécessaire]. Ils participent ensemble à plusieurs tournées internationales, parlant de leurs parcours et sensibilisant à leurs efforts pour forger la réconciliation et la compréhension entre Israéliens et Palestiniens.
Awwad est critiqué pour ces actions, notamment pour le fait de parler aux Juifs de droite. Il répond à ces critiques que le dialogue ne commence pas par un accord, mais est plutôt "le lieu sûr pour argumenter", ajoutant : si nous ne dialoguons pas avec ceux qui sont en désaccord, comment pouvons-nous avoir des solutions? "  Après avoir rencontré Awwad, parmi d'autres Palestiniens, Schlesinger se sent politiquement et spirituellement transformé :  "Quand on ne vit que parmi les siens et ne connait que son histoire, on est naturellement très méfiant envers l'autre qui n'est qu'un intrus, juste une épine dans son flanc, quelque chose qui n’a pas sa place ici », dit-il. «Mais on ouvre son cœur et qu'on voit l'autre, on commence à voir que la vérité est complexe : que ma vérité est vraie, mais c'est une vérité partielle et il y a une autre vérité qui est également partielle et je dois apprendre à les assembler pour constituer une vérité plus grande. Je pense que nous pouvons le faire."
David Shulman, qui le décrit comme l'un des dirigeants d'une nouvelle génération de résistants non violents en Palestine, le cite afin d'argumenter : «Les Juifs ne sont pas mon ennemi, leur peur est mon ennemi. Nous devons les aider à ne plus avoir peur - toute leur histoire les a terrifiés - mais je refuse d'être victime de la peur juive. " 
David Shulman cite Awwad comme l'un des trois représentants du satyagraha actifs en Cisjordanie, avec Abdallah Abu Rahmah et le militant pacifiste israélien Ezra Nawi. «Certaines personnes pensent que satyagraha [mot de Gandhi pour désigner la non-violence] est une faiblesse ; ils croient que plus vous êtes en colère, plus vous serez fort. C'est une grave erreur... Vous ne pouvez pas pratiquer la non-violence sans écouter le récit de l'autre côté. Mais il faut d'abord renoncer à être la victime. Lorsque vous le faites, personne ne pourra à nouveau vous victimiser » .
Pourtant, même Awwad considère que dialoguer n'est qu'effleurer la surface d'un idéal de paix, de sécurité et de dignité dans sa région. Il estime que Taghyeer reste la voie à suivre.
«Notre rôle n'est pas de dialoguer éternellement. Le dialogue n'est qu'un vecteur de la vérité vers une vérité plus grande. La plus grande vérité est ce que nous devons faire pour la paix : non seulement construire une identité non violente, mais créer un mouvement de masse sur le terrain, où des centaines de milliers de personnes viendront dans la rue pour forcer les dirigeants politiques à s'asseoir et à trouver une solution dont nous bénéficierons tous, " déclare-t-il.

## Position politique
Les discours d'Awwad évoquent souvent une dichotomie entre avoir raison et réussir.  Or, il préfère cette dernière solution. Selon lui, elle se manifestera par le rassemblant de centaines de Palestiniens se battant avec non-violence pour leurs droits. Un mouvement israélien, miroir du mouvement palestinien, soutiendra leur cause. 
Selon sa conception du politique, un cadre national doit être développé pour la paix : «Ce doit être un mouvement national sur le terrain. Un mouvement national non-violent parce que la paix pour nous n'est pas de dialoguer avec les Israéliens... Le dialogue n'est pas un objectif pour nous. [...] La paix pour nous, ce n'est pas d'aller à des conférences de paix cinq étoiles, où ces organisations emmènent leurs membres, qui se sentent bien et restent entre eux, mangent du houmous et s'embrassent. La paix pour nous n'est pas de continuer une bonne vie. La paix pour nous, c'est commencer à vivre, parce que nous ne sommes pas vivants. … La paix est un engagement dans des conditions de vie normales, «dans lesquelles les droits humains et nationaux sont en harmonie avec la vie des gens».